# 페트로니우스
페트로니우스(Petronius, ? ~ 66)는 로마의 작가로, 《사티리콘》을 저술하였다. 성은 분명치가 않으며 한때 집정관을 지냈고 비튀니아의 총독이기도 했다. 네로(재위 54 ~ 68)의 측근 그룹에 끼어 '멋진 판관(判官)'이었고 데게리누스의 참소로 자결하였다.
《사티리콘》은 문학사에서 등장한 첫 소설 중 하나로 평가받는다.
페트로니우스의 미학은 본질적으로 희화적이고 풍자적이다. 그의 저술은 조롱과 우스꽝스러운 개작을 통하여 로마 세계에 의문을 던진다. 허나 많은 페트로니우스 전공자들은 그를 개혁적인 사회적 메시지를 던지며 사실주의적인 관찰을 통하여 혁신적인 문학 형식을 만들고 탐구를 한 인물이자, 소설의 선구자 중 하나로 본다.
페트로니우스는 문학, 영화, 음악에 있어 영향을 끼쳤다. 헨리크 시엔키에비츠는 자신의 소설 《쿠오 바디스 (1895)》에서 페트로니우스 아르비테르를 작중 주요 인물로 등장시켰으며, 페데리코 펠리니는 1969년 《사티리콘》을 영화화했다. 이탈리아 작곡가 브루노 마데르나는 사티리콘을 1막 오페라로 작곡했다. 더 넓혀보자면, 페트로니우스의 삶과 그의 미학은 앙리 드 몽테를랑, 로런스 스턴, 토비어스 스몰럿, 헨리 필딩, 마르셀 슈보브와 같은 여러 작가들에게 영향을 끼치기도 하였다.

## 경력

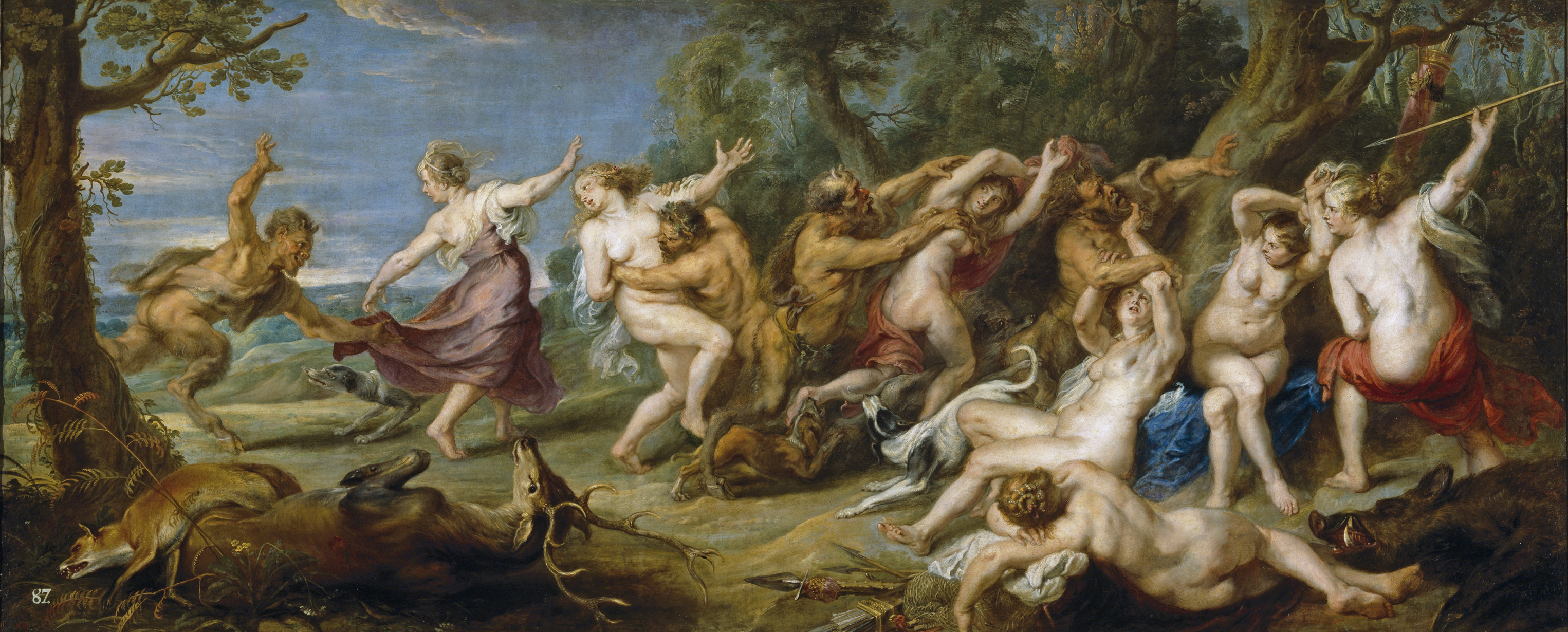
루벤스가 그린 《트리말키오의 향연》

페트로니우스는 재능이 많은 사람이었다. 그 근거로 페트로니우스의 장편소설 《사티리콘》은 16세기 이후 유행한 풍자적 피카레스크의 선구적 존재이다. 학교를 뛰쳐나온 엔코로피우스와 아스키르투스라는 악동, 그리고 그의 몸종 기톤의 모험담이다. 현존하는 단편의 주요 부분은 시리아 태생의 해방노예로서 벼락부자가 되었으나 저속한 취미를 지닌 트리말키오 연회에서의 에피소드 《트리말키오의 향연》이다. 작품 전체는 네로 황제 치하의 이탈리아 생활의 드라마틱한 묘사로써 하층계급의 생생한 회화가 재현되어 속어 및 일상어가 자유롭게 구사되고 있다. 외설적인 문장도 있으나 전체의 정신은 기지가 넘치는 소탈한 풍자 정신으로 일관되고 있다. 폴란드의 노벨상 작가인 시엔키에비치의 소설 《쿠오 바디스》에서도 페트로니우스는 문학, 협상, 연예, 종교, 미학에 모두 뛰어난 르네상스적 인간으로 이상화되었다.

## 같이 보기
- 소행성